# Pradela
Pradela es una localidad del municipio leonés de Trabadelo, en la Comunidad Autónoma de Castilla y León. 
La iglesia está dedicada a san Pedro.

## Localidades limítrofes
Confina con las siguientes localidades:
- Al noreste con Sotelo.
- Al sureste con Pereje.
- Al suroeste con Trabadelo.

## Demografía
Evolución de la población
| Gráfica de evolución demográfica de Pradela entre 2000 y 2017      |
|                                                                    |
| Población de derecho (2000-2017) según el padrón municipal del INE |

## Historia
Así se describe a Pradela en el tomo XIII del Diccionario geográfico-estadístico-histórico de España y sus posesiones de Ultramar, obra impulsada por Pascual Madoz a mediados del siglo XIX:

Lugar en la provincia de León (20 ½ leguas), partido judicial y abadía de Villafranca del Bierzo (1 ½), diócesis de Astorga, audiencia territorial y capitanía general de Valladolid, ayuntamiento de Trabadelo. Situado en lo alto de la sierra de su mismo nombre; su clima es frío; sus enfermedades más comunes fiebres, catarros y pulmonías. Tiene 25 casas; iglesia parroquial (San Pedro Apóstol) servida por un cura de ingreso y presentación del abad de Villafranca, matriz de Sotelo, y una fuente de medianas aguas. Confina con el anejo, Perege, Trabadelo y Cantegeira. El terreno es de ínfima calidad y de secano; corren por él las aguas de un arroyo que nace en la sierra de Pradela y se une al Burbia más abajo del barrio de Landoiro. Los caminos son locales; recibe la correspondencia en Villafranca. Producciones: centeno, castañas, patatas y pastos; cría ganados y alguna caza. Industria: 2 molinos harineros. Población: 25 vecinos, 125 almas. Contribución: con el ayuntamiento.
Diccionario geográfico-estadístico-histórico de España y sus posesiones de Ultramar